# Trimerite
La trimerite è un minerale.